# 多格斯冰原島峰
67°46′S 54°51′E / 67.767°S 54.850°E
多格斯冰原島峰是南極洲的冰原島峰，位於愛德華八世灣西南部，處於雷納峰西南面60公里，該島嶼在1956年10月被澳大利亞探險隊拍攝。